# 193-я истребительная авиационная дивизия
193-я Демблинская ордена Суворова II степени истреби́тельная авиацио́нная диви́зия (193-я иад) — соединение Военно-Воздушных сил (ВВС) Вооружённых Сил РККА, принимавшее участие в боевых действиях Великой Отечественной войны.

## Наименования дивизии
- 193-я истребительная авиационная дивизия
- 193-я Демблинская истребительная авиационная дивизия
- 193-я Демблинская ордена Суворова II степени истребительная авиационная дивизия
- Полевая почта 22583

## Создание дивизии
193-я истребительная авиационная дивизия сформирована к 1 февраля 1944 года на основании Приказа НКО СССР приданием авиационных полков в составе составе 13-го истребительного авиационного корпуса авиации Резерв Верховного Главнокомандования.

## Расформирование дивизии
193-я истребительная авиационная дивизия была расформирована в декабре 1945 года в составе 13-го истребительного авиационного корпуса 16-й воздушной армии Группы советских оккупационных войск в Германии.

## В действующей армии
В составе действующей армии:
- с 7 июля 1944 года по 7 сентября 1944 года,
- с 25 ноября 1944 года по 9 мая 1945 года.

## Командир дивизии
| Звание    | Имя                      | Период                  | Примечание |
| --------- | ------------------------ | ----------------------- | ---------- |
| Полковник | Рязанов Андрей Матвеевич | 08.02.1944 — 30.05.1944 | погиб      |
| Полковник | Миронов Сергей Иванович  | 31.05.1944 — 30.12.1945 |            |

## В составе объединений
| Дата          | Фронт (округ)                                   | Армия                         | Корпус                                 | Примечания     |
| ------------- | ----------------------------------------------- | ----------------------------- | -------------------------------------- | -------------- |
| 29.12.1943 г. | Резерв Верховного Главнокомандования            | -                             | 13-й истребительный авиационный корпус | -              |
| 01.02.1944 г. | Харьковский военный округ                       | ВВС округа                    | 13-й истребительный авиационный корпус | -              |
| 01.05.1944 г. | Одесский военный округ                          | ВВС Одесского военного округа | 13-й истребительный авиационный корпус | -              |
| 07.07.1944 г. | 1-й Белорусский фронт                           | 6-я воздушная армия           | 13-й истребительный авиационный корпус | -              |
| 01.08.1944 г. | 1-й Белорусский фронт                           | 16-я воздушная армия          | 13-й истребительный авиационный корпус | -              |
| 08.08.1944 г. | Резерв Верховного Главнокомандования            | -                             | 13-й истребительный авиационный корпус | -              |
| 25.11.1944 г. | 1-й Белорусский фронт                           | 16-я воздушная армия          | 13-й истребительный авиационный корпус | -              |
| 09.05.1945 г. | 1-й Белорусский фронт                           | 16-я воздушная армия          | 13-й истребительный авиационный корпус | -              |
| 10.06.1945 г. | Группа советских оккупационных войск в Германии | 16-я воздушная армия          | 13-й истребительный авиационный корпус | -              |
| 31.12.1945 г. | Группа советских оккупационных войск в Германии | 16-я воздушная армия          | 13-й истребительный авиационный корпус | расформирована |

## Части и отдельные подразделения дивизии
За весь период своего существования боевой состав дивизии претерпевал изменения, в различное время в её состав входили полки:
| Период                        | Части                                 | Примечание                 |
| ----------------------------- | ------------------------------------- | -------------------------- |
| 14.02.1944 г. — 12.12.1945 г. | 347-й истребительный авиационный полк | Передан в состав 265-й иад |
| 01.02.1944 г. — 01.12.1945 г. | 515-й истребительный авиационный полк | Передан в состав 278-й иад |
| 04.02.1944 г. — 01.12.1945 г. | 518-й истребительный авиационный полк | Передан в состав 282-й иад |

## Участие в операциях и битвах
- Белорусская операция «Багратион» — с 7 июля 1944 года по 29 августа 1944 года.
- Люблин-Брестская операция — с 18 июля 1944 года по 2 августа 1944 года.
- Висло-Одерская операция — с 12 января 1945 года по 3 февраля 1945 года.
- Варшавско-Познанская операция — с 14 января 1945 года по 3 февраля 1945 года.
- Восточно-Померанская операция — с марта 1945 года по 20 марта 1945 года.
- Берлинская операция — с 16 апреля 1945 года по 8 мая 1945 года.

## Почётные наименования
- 193-й истребительной авиационной дивизии присвоено почётное «Демблинская»[6]
- 347-му Краснознамённому истребительному авиационному полку за отличие в боях за овладение городом Радом присвоено почётное наименование «Радомский»[7]
- 515-му истребительному ордена Богдана Хмельницкого II степени авиационному полку за отличие в боях при прорыве обороны немцев восточнее города Штаргард и овладении городами Бервальде, Темпельбург, Фалькенбург, Драмбург, Ванегрин, Лабес, Фрайенвальде, Шафельбайн, Регенвальде и Керлин присвоено почётное наименование «Померанский»[8]
- 518-му истребительному ордена Суворова III степени авиационному полку 11 июня 1945 года за отличие в боях при овладении столицей Германии городом Берлин присвоено почётное наименование «Берлинский»[9]

## Награды
- 193-я Демблинская истребительная авиационная дивизия Указом Президиума Верховного Совета СССР награждена орденом «Суворова II степени»
- 347-й истребительный авиационный полк за образцовое выполнение боевых заданий командования на фронте борьбы с немецкими захватчиками и проявленные при этом доблесть и мужество Указом Президиума Верховного Совета СССР от 2 августа 1944 года награждён орденом «Боевого Красного Знамени»
- 515-й истребительный авиационный полк за образцовое выполнение боевых заданий командования в боях с немецкими захватчиками за овладение городом Радом и проявленные при этом доблесть и мужество Указом Президиума Верховного Совета СССР от 19 февраля 1945 года награждён орденом «Богдана Хмельницкого II степени»
- 518-й истребительный авиационный полк за образцовое выполнение боевых заданий командования в боях с немецкими захватчиками за овладение городом Радом и проявленные при этом доблесть и мужество Указом Президиума Верховного Совета СССР от 19 февраля 1945 года награждён орденом «Суворова III степени»

## Благодарности Верховного Главнокомандующего
Воины дивизии удостоены Благодарностей Верховного Главнокомандующего:
- За овладение городом и крепостью Демблин[10]
- За овладение городом Радом[11]
- За овладение городами Лодзь, Кутно, Томашув (Томашов), Гостынин и Ленчица[12]
- За овладение городом Калиш[13]
- За овладение городами Бервальде, Темпельбург, Фалькенбург, Драмбург, Вангерин, Лабес, Фрайенвальде, Шифелъбайн, Регенвальде и Керлин[14]
- За овладение городами Штаргард, Наугард, Польцин[15]

| Як-9 | Як-9УМ | Як-9 |

## Отличившиеся воины дивизии
- Громов Георгий Васильевич, подполковник, командир 515-го истребительного авиационного полка 193-й истребительной авиационной дивизии 13-го истребительного авиационного корпуса 16-й воздушной армии 15 мая 1946 года удостоен звания Герой Советского Союза. Золотая Звезда № 8980
- Оганесов Вазген Михайлович, старший лейтенант, заместитель командира эскадрильи 347-го истребительного авиационного полка 193-й истребительной авиационной дивизии 13-го истребительного авиационного корпуса 16-й воздушной армии 15 мая 1946 года удостоен звания Герой Советского Союза. Золотая Звезда № 7019
- Рыжий Леонид Кириллович, капитан, командир эскадрильи 347-го истребительного авиационного полка 193-й истребительной авиационной дивизии 13-го истребительного авиационного корпуса 16-й воздушной армии 15 мая 1946 года удостоен звания Герой Советского Союза. Золотая Звезда № 9024
- Тюлькин Михаил Николаевич, майор, штурман 515-го истребительного авиационного полка 193-й истребительной авиационной дивизии 13-го истребительного авиационного корпуса 16-й воздушной армии 15 мая 1946 года удостоен звания Герой Советского Союза. Золотая Звезда № 7044

## Базирование
| Период               | Аэродромы           |
| -------------------- | ------------------- |
| 06.1945 — 01.01.1946 | Альтенбург Германия |

## Статистика боевых действий
Всего за годы Великой Отечественной войны дивизией:
| Выполнено боевых вылетов | Сбито самолётов в воздухе | Уничтожено самолётов всего | Потеряно лётчиков | Потеряно самолётов |
| ------------------------ | ------------------------- | -------------------------- | ----------------- | ------------------ |
| 6814                     | 293                       | 305                        | 50                | 85                 |